# EHF Challenge Cup der Frauen 2010/11
Am EHF Challenge Cup 2010/11 nahmen 22 Handball-Vereinsmannschaften teil, die sich in der vorangegangenen Saison in ihren Heimatländern für den Wettbewerb qualifiziert hatten. Es war die 11. Austragung des Challenge Cups unter diesem Namen. Die Pokalspiele begannen am 15. Oktober 2010, das Rückrundenfinale fand am 15. Mai 2011 statt. Titelverteidiger des EHF Challenge Cups war der deutsche Verein Buxtehuder SV. Der Titelgewinner in der Saison war der französische Verein Mios Biganos.

## 2. Runde
Es nahmen 3 Teams, die sich vorher für den Wettbewerb qualifiziert hatten, teil. Die Auslosung der 2. Runde fand am 27. Juli 2010 um 11:00 Uhr (UTC+2) in Wien statt. Die Spiele fanden am 15./16./17. Oktober 2010 statt.

### Qualifizierte Teams
| Juvelis A.S. Aris Thessalonikis Great Dane HC |

### Entscheidungen
|  | Teilnahme an der 3. Runde |

### Gruppe A
Das Turnier der Gruppe A fand vom 15. Oktober bis zum 17. Oktober in der Pavilhao do Souto da Carpalhosa in Leiria statt.
Der Tabellenerste qualifizierte sich für die 3. Runde. Die zwei Letzten schieden aus dem Turnier aus.
| Pl. | Mannschaft              | Sp. | S | U | N | T  | GT | Diff | Pkt   |
| --- | ----------------------- | --- | - | - | - | -- | -- | ---- | ----- |
| 1.  | Juvelis                 | 2   | 2 | 0 | 0 | 68 | 44 | + 24 | 4 : 0 |
| 2.  | Great Dane HC           | 2   | 1 | 0 | 1 | 50 | 52 | − 02 | 2 : 2 |
| 3.  | A.S. Aris Thessalonikis | 2   | 0 | 0 | 2 | 45 | 67 | − 22 | 0 : 4 |

| 15. Oktober 2010, Fr. 21:00 Uhr in Leiria, Pavilhao do Souto da Carpalhosa | 300 Zuschauer Spielbericht | Great Dane HC Kandler 5            | 19 : 32 (10 : 18) | Juvelis 8 Chaves                    |
| 16. Oktober 2010, Sa. 18:00 Uhr in Leiria, Pavilhao do Souto da Carpalhosa | 100 Zuschauer Spielbericht | A.S. Aris Thessalonikis Dhimitri 5 | 20 : 31 (13 : 16) | Great Dane HC 10 Manu               |
| 17. Oktober 2010, So. 15:00 Uhr in Leiria, Pavilhao do Souto da Carpalhosa | 300 Zuschauer Spielbericht | Juvelis Carvalho 7                 | 36 : 25 (19 : 10) | A.S. Aris Thessalonikis 12 Dhimitri |

## 3. Runde
Es nahmen der erstplatzierte der 2. Runde und 7 Teams, die sich vorher für den Wettbewerb qualifiziert hatten, teil. Die Auslosung der 3. Runde fand am 27. Juli 2010 um 11:00 Uhr (UTC+2) in Wien statt. Die Hinspiele fanden am 13./20. November 2010 statt. Die Rückspiele fanden am 14./20./21. November 2010 statt.

### Qualifizierte Teams
| Topf 1: - HC Rhino - Stopinu NHK - HBC Nimes - Kastamonu T. Telekom | Topf 2: - SC "Galychanka" - ZORK Jagodina - HandballAcademie - Juvelis (Sieger 2. Runde) |

### Ausgeloste Spiele & Ergebnisse
| Mannschaft 1  | Mannschaft 2         | Hinspiel             | Rückspiel            | Gesamt  |
| ------------- | -------------------- | -------------------- | -------------------- | ------- |
| HC Rhino      | HandballAcademie     | 13.11. Sa. 18:00 Uhr | 20.11. Sa. 19:00 Uhr | 48 : 74 |
| HC Rhino      | HandballAcademie     | 21 : 29 (10 : 16)    | 27 : 45 (13 : 20)    | 48 : 74 |
| HC Rhino      | HandballAcademie     | -.--- Zuschauer      | 700 Zuschauer        | 48 : 74 |
| Stopinu NHK   | Juvelis              | 20.11. Sa. 17:15 Uhr | 21.11. So. 15:00 Uhr | 36 : 64 |
| Stopinu NHK   | Juvelis              | 14 : 31 (04 : 17)    | 22 : 33 (10 : 19)    | 36 : 64 |
| Stopinu NHK   | Juvelis              | 200 Zuschauer        | 100 Zuschauer        | 36 : 64 |
| HBC Nimes     | SC "Galychanka"      | 13.11. Sa. 20:00 Uhr | 14.11. Sa. 17:00 Uhr | 81 : 35 |
| HBC Nimes     | SC "Galychanka"      | 41 : 16 (17 : 02)    | 40 : 19 (21 : 08)    | 81 : 35 |
| HBC Nimes     | SC "Galychanka"      | 1.500 Zuschauer      | 700 Zuschauer        | 81 : 35 |
| ZORK Jagodina | Kastamonu T. Telekom | 13.11. Sa. 19:00 Uhr | 21.11. So. 14:00 Uhr | 59 : 40 |
| ZORK Jagodina | Kastamonu T. Telekom | 35 : 17 (16 : 07)    | 24 : 23 (14 : 09)    | 59 : 40 |
| ZORK Jagodina | Kastamonu T. Telekom | 1.400 Zuschauer      | 400 Zuschauer        | 59 : 40 |

## Achtelfinale
Es nahmen die 4 Sieger der 3. Runde und 12 Teams, die sich vorher für den Wettbewerb qualifiziert hatten, teil. Die Auslosung des Achtelfinales fand am 23. November 2010 um 11:00 Uhr (UTC+2) in Wien statt. Die Hinspiele fanden am 5./6./12. Februar 2011 statt. Die Rückspiele fanden am 6./12./13. Februar 2011 statt.

### Qualifizierte Teams
| Topf 1: - Mios Biganos - Muratpasa Belediyesi SK - "Spartak" Kiev - Vrnjacka Banja RC95 - MizuWaAi Dalfsen - HC Zito Prilep - Colegio De Gaia - Sokol Pisek | Topf 2: - COMITEL Vigasio - F.S. Arion - Yellow Winterthur - ABU Baku - HBC Nimes (Sieger 3. Runde) - ZORK Jagodina (Sieger 3. Runde) - HandballAcademie (Sieger 3. Runde) - Juvelis (Sieger 3. Runde) |

### Ausgeloste Spiele & Ergebnisse
| Mannschaft 1            | Mannschaft 2        | Hinspiel             | Rückspiel            | Gesamt  |
| ----------------------- | ------------------- | -------------------- | -------------------- | ------- |
| Muratpasa Belediyesi SK | Juvelis             | 05.02. Sa. 15:00 Uhr | 12.02. Sa. 17:00 Uhr | 54 : 36 |
| Muratpasa Belediyesi SK | Juvelis             | 29 : 17 (10 : 07)    | 25 : 19 (15 : 04)    | 54 : 36 |
| Muratpasa Belediyesi SK | Juvelis             | 700 Zuschauer        | 400 Zuschauer        | 54 : 36 |
| MizuWaAi Dalfsen        | HBC Nimes           | 06.02. So. 15:00 Uhr | 12.02. Sa. 20:00 Uhr | 45 : 61 |
| MizuWaAi Dalfsen        | HBC Nimes           | 26 : 34 (09 : 16)    | 19 : 27 (10 : 13)    | 45 : 61 |
| MizuWaAi Dalfsen        | HBC Nimes           | 800 Zuschauer        | 1.800 Zuschauer      | 45 : 61 |
| ABU Baku                | Sokol Pisek         | 12.02. Sa. 15:00 Uhr | 13.02. So. 15:00 Uhr | 55 : 68 |
| ABU Baku                | Sokol Pisek         | 29 : 33 (12 : 14)    | 26 : 35 (13 : 19)    | 55 : 68 |
| ABU Baku                | Sokol Pisek         | 400 Zuschauer        | 400 Zuschauer        | 55 : 68 |
| ZORK Jagodina           | Mios Biganos        | 05.02. Sa. 19:00 Uhr | 12.02. Sa. 17:00 Uhr | 61 : 63 |
| ZORK Jagodina           | Mios Biganos        | 31 : 28 (14 : 19)    | 30 : 35 (17 : 20)    | 61 : 63 |
| ZORK Jagodina           | Mios Biganos        | 2.400 Zuschauer      | 1.000 Zuschauer      | 61 : 63 |
| COMITEL Vigasio         | Vrnjacka Banja RC95 | 12.02. Sa. 18:30 Uhr | 13.02. So. 16:30 Uhr | 64 : 56 |
| COMITEL Vigasio         | Vrnjacka Banja RC95 | 29 : 27 (17 : 18)    | 35 : 29 (17 : 17)    | 64 : 56 |
| COMITEL Vigasio         | Vrnjacka Banja RC95 | 200 Zuschauer        | 400 Zuschauer        | 64 : 56 |
| Yellow Winterthur       | "Spartak" Kiev      | 12.02. Sa. 18:00 Uhr | 13.02. So. 13:00 Uhr | 37 : 56 |
| Yellow Winterthur       | "Spartak" Kiev      | 16 : 22 (07 : 11)    | 21 : 34 (08 : 20)    | 37 : 56 |
| Yellow Winterthur       | "Spartak" Kiev      | 600 Zuschauer        | 500 Zuschauer        | 37 : 56 |
| F.S. Arion              | HC Zito Prilep      | 05.02. Sa. 16:00 Uhr | 00.02. --. 00:00 Uhr | 00 : 20 |
| F.S. Arion              | HC Zito Prilep      | 00 : 10 (00 : 00)    | 00 : 10 (00 : 00)    | 00 : 20 |
| F.S. Arion              | HC Zito Prilep      | 0 Zuschauer          | 0 Zuschauer          | 00 : 20 |
| HandballAcademie        | Colegio De Gaia     | 05.02. Sa. 18:00 Uhr | 06.02. So. 14:00 Uhr | 69 : 45 |
| HandballAcademie        | Colegio De Gaia     | 40 : 21 (18 : 12)    | 29 : 24 (11 : 11)    | 69 : 45 |
| HandballAcademie        | Colegio De Gaia     | 500 Zuschauer        | 200 Zuschauer        | 69 : 45 |

## Viertelfinale
Es nahmen die 8 Sieger aus dem Achtelfinale teil. Die Auslosung des Viertelfinales fand am 15. Februar 2011 um 11:00 Uhr (UTC+2) in Wien statt. Die Hinspiele fanden am 11./12./13. März 2011 statt. Die Rückspiele fanden am 12./19./20. März 2011 statt.

### Qualifizierte Teams
| - Mios Biganos - Muratpasa Belediyesi SK - "Spartak" Kiev - HC Zito Prilep | - Sokol Pisek - COMITEL Vigasio - HBC Nimes - HandballAcademie |

### Ausgeloste Spiele & Ergebnisse
| Mannschaft 1            | Mannschaft 2   | Hinspiel             | Rückspiel            | Gesamt  |
| ----------------------- | -------------- | -------------------- | -------------------- | ------- |
| Muratpasa Belediyesi SK | "Spartak" Kiev | 12.03. Sa. 15:00 Uhr | 19.03. Sa. 17:00 Uhr | 54 : 49 |
| Muratpasa Belediyesi SK | "Spartak" Kiev | 31 : 20 (15 : 12)    | 23 : 29 (09 : 12)    | 54 : 49 |
| Muratpasa Belediyesi SK | "Spartak" Kiev | 700 Zuschauer        | 400 Zuschauer        | 54 : 49 |
| COMITEL Vigasio         | HBC Nimes      | 11.03. Fr. 20:00 Uhr | 12.03. Sa. 20:30 Uhr | 47 : 75 |
| COMITEL Vigasio         | HBC Nimes      | 23 : 34 (10 : 17)    | 24 : 41 (13 : 21)    | 47 : 75 |
| COMITEL Vigasio         | HBC Nimes      | 500 Zuschauer        | 400 Zuschauer        | 47 : 75 |
| Mios Biganos            | HC Zito Prilep | 13.03. So. 16:00 Uhr | 20.03. So. 19:00 Uhr | 69 : 42 |
| Mios Biganos            | HC Zito Prilep | 41 : 23 (22 : 10)    | 28 : 19 (15 : 06)    | 69 : 42 |
| Mios Biganos            | HC Zito Prilep | 800 Zuschauer        | 1.500 Zuschauer      | 69 : 42 |
| HandballAcademie        | Sokol Pisek    | 12.03. Sa. 17:00 Uhr | 19.03. Sa. 15:00 Uhr | 61 : 53 |
| HandballAcademie        | Sokol Pisek    | 26 : 26 (11 : 15)    | 35 : 27 (18 : 14)    | 61 : 53 |
| HandballAcademie        | Sokol Pisek    | 800 Zuschauer        | 300 Zuschauer        | 61 : 53 |

## Halbfinale
Es nahmen die 4 Sieger aus dem Viertelfinale teil. Die Auslosung des Halbfinales fand am 22. März 2011 um 11:00 Uhr (UTC+2) in Wien statt. Die Hinspiele fanden am 10. April 2011 statt. Die Rückspiele fanden am 16. April 2011 statt.

### Qualifizierte Teams
| - Mios Biganos - Muratpasa Belediyesi SK | - HBC Nimes - HandballAcademie |

### Ausgeloste Spiele & Ergebnisse
| Mannschaft 1     | Mannschaft 2            | Hinspiel             | Rückspiel            | Gesamt  |
| ---------------- | ----------------------- | -------------------- | -------------------- | ------- |
| HandballAcademie | Muratpasa Belediyesi SK | 10.04. So. 13:30 Uhr | 16.04. Sa. 15:00 Uhr | 67 : 75 |
| HandballAcademie | Muratpasa Belediyesi SK | 32 : 33 (15 : 16)    | 35 : 42 (16 : 20)    | 67 : 75 |
| HandballAcademie | Muratpasa Belediyesi SK | 600 Zuschauer        | 1.200 Zuschauer      | 67 : 75 |
| Mios Biganos     | HBC Nimes               | 10.04. So. 17:00 Uhr | 16.04. Sa. 16:15 Uhr | 61 : 55 |
| Mios Biganos     | HBC Nimes               | 27 : 28 (14 : 14)    | 34 : 27 (20 : 15)    | 61 : 55 |
| Mios Biganos     | HBC Nimes               | 1.000 Zuschauer      | 2.000 Zuschauer      | 61 : 55 |

## Finale
Es nahmen die 2 Sieger aus dem Halbfinale teil. Die Auslosung des Finales fand am 19. April 2011 um 11:00 Uhr (UTC+2) in Wien statt. Das Hinspiel fand am 8. Mai 2011 statt. Das Rückspiel fand am 15. Mai 2011 statt.

### Qualifizierte Teams
| - Mios Biganos - Muratpasa Belediyesi SK |

### Ausgeloste Spiele & Ergebnisse
| Mannschaft 1 | Mannschaft 2            | Hinspiel             | Rückspiel            | Gesamt  |
| ------------ | ----------------------- | -------------------- | -------------------- | ------- |
| Mios Biganos | Muratpasa Belediyesi SK | 08.05. So. 17:00 Uhr | 15.05. So. 15:00 Uhr | 61 : 55 |
| Mios Biganos | Muratpasa Belediyesi SK | 31 : 26 (12 : 13)    | 30 : 29 (15 : 11)    | 61 : 55 |
| Mios Biganos | Muratpasa Belediyesi SK | 2400 Zuschauer       | 1000 Zuschauer       | 61 : 55 |

### Hinspiel
Mios Biganos - Muratpasa Belediyesi SK  31 : 26 (12 : 13)
8. Mai 2011 in Bordeaux, Salle Jean Dauguet, 2.400 Zuschauer.
Mios Biganos: Kent, Joseph Matthieu - Khouildi   (7), Baudoin (6), Ciavatti-Boukili (4), Fier de Moura (4), Nze Minko  (4), Vaitanaki (3), Genes-Szukielowicz (2), Degoue (1), Bona, Chopo, Jurgutytė , Lewille
Muratpasa Belediyesi SK: Lucic, Tut, Ulucan - Tankaskaya   (9), Hosgör  (4), Akgün  (3), Ilkova      (3), Sen  (3), Topaloglu  (3), Karakoc  (1), F. Ay, Colak Oral, Ertap, Ker
Schiedsrichter:  Kjersti Arntsen & Ida Cecilie Gullaksen
Quelle: Spielbericht

### Rückspiel
Muratpasa Belediyesi SK - Mios Biganos  29 : 30 (11 : 15)
15. Mai 2011 in Antalya, Süleyman Evcilmen Spor ve Sergi Salonu, 1.000 Zuschauer.
Muratpasa Belediyesi SK: Lucic, Tut, Ulucan - Hosgör (6), Tankaskaya (6), Topaloglu (6), Akgün  (4), Sen   (4), Ilkova   (3), F. Ay, S. Ay, Colak Oral , Karakoc, Ker
Mios Biganos: Kent, Joseph Matthieu - Baudoin  (8), Khouildi     (8), Ciavatti-Boukili   (4), Fier de Moura (3), Nze Minko  (3), Vaitanaki (3), Lewille   (1), Bona, Chopo, Degoue, Genes-Szukielowicz, Jurgutytė
Schiedsrichter:  Alexandra Siewert Delle & Natasha Engberg
Quelle: Spielbericht